# Amand Theis
Amand Theis (* 19. November 1949 in Hellenhahn-Schellenberg) ist ein ehemaliger deutscher Fußballspieler. Der Defensivspieler hat von 1968 bis 1984 für die Vereine 1. FC Nürnberg, Kickers Offenbach, Borussia Dortmund und Fortuna Düsseldorf insgesamt 296 Ligaspiele in der Fußball-Bundesliga absolviert und dabei 28 Tore erzielt.

## Laufbahn
In der Jugend seines Heimatvereines SV Hellenhahn entwickelte sich das Talent des Jugendspielers so gut, dass er über die Auswahl des Regionalverbandes Südwest vom DFB auch in die Jugendnationalmannschaft berufen wurde. Am 26. November 1967 debütierte das Talent vom SV Hellenhahn in Flensburg beim Länderspiel gegen Dänemark im DFB-Juniorenteam. Im Februar 1968 kam er in den zwei Qualifikationsspielen gegen Spanien für das UEFA-Turnier (1:0, 1:1) zum Einsatz und nahm dann auch im April an dem Turnier in Frankreich teil. Er bestritt alle drei Gruppenspiele gegen Italien (2:0), Jugoslawien (0:1) und die Tschechoslowakei (1:3). Mitspieler beim UEFA-Juniorenturnier waren unter anderem Reiner Geye, Hans-Josef Kapellmann, Johannes Riedl und Winfried Schäfer. Der Bundesligameister des Jahres 1968, der 1. FC Nürnberg, verpflichtete das Abwehrtalent vor der Saison 1968/69.
In seiner ersten Station im Profibereich erlebte der Westerwälder Historisches: Als Titelverteidiger stieg der „Club“ sensationell ab. Meistermacher Max Merkel hatte sich beim leichtfertigen Umbau der Meistermannschaft eindeutig vertan. Er ließ Leistungsträger wie Torjäger Franz Brungs und Fleißarbeiter Karl-Heinz Ferschl zu Hertha BSC und den österreichischen Mittelfeldspieler August Starek, zum FC Bayern München gehen; und das ohne Not, aus freien Stücken, da er unbedingt die „biedere“ Meistermannschaft virtuos bestücken und verbessern wollte. Tatsächlich bewies er bei der Verpflichtung der Zugänge seinen fachlichen Blick für Talente und ausbaufähige Spieler: Mit den beiden Karlsruhern Jürgen Rynio und Klaus Zaczyk, mit Peter Czernotzky von Borussia Neunkirchen und Johnny Hansen vom BK Vejle nahm er Spieler unter Vertrag, die noch lange Jahre nach Nürnberg in der Bundesliga mit Erfolg spielen sollten. Erich Beer, Dieter Nüssing und Amand Theis, unbestritten drei herausragende Talente, standen am Anfang eindrucksvoller Karrieren, sie hätten aber Zeit gebraucht um in einem ruhigen Umfeld die ersten Bundesligaschritte absolvieren zu können und nicht sofort in das Nervenbad eines bitteren Abstiegskampfes geworfen zu werden. Merkels Wunschspieler als Spielmacher, Hans Küppers, von seinem vorherigen Club München 1860, hatte großartige Jahre bei Schwarz-Weiß Essen und den „Löwen“ hinter sich, aber eine leistungskonstante Persönlichkeit für einen Existenzkampf war er nicht. In einer intakten Mannschaft hätte er sicherlich noch mit seiner Technik und Spielkunst Impulse für die spielerische Linie geben können. Es passte einfach nicht, der Umbau fiel zu krass aus und Merkel musste am 24. März 1969 gehen. Theis debütierte noch unter dem Österreicher am 19. Oktober 1968 bei einer 0:3-Auswärtsniederlage bei Eintracht Frankfurt in der Bundesliga, als er in der 77. Minute für Erich Beer eingewechselt wurde. Seinen ersten Einsatz von Spielbeginn an, bestritt das Abwehrtalent am 30. Oktober 1968 bei einem 2:0-Auswärtserfolg bei Eintracht Braunschweig. Er bildete dabei zusammen mit Horst Leupold, Ferdinand Wenauer und Fritz Popp vor Torhüter Rynio die Abwehr des Titelverteidigers. In der Chronik der 60er Jahre wird zu seinem Spiel festgehalten: „Das zweite Duell endete mit einer Demütigung für Braunschweig. Obwohl er einen ganzen Kopf kleiner war, gewann Theis gegen Hartmut Weiß aber auch jedes Kopfballduell und ließ dem Stürmer am Boden ebenso wenig Platz.“ Theis absolvierte in seiner ersten Bundesligarunde sieben Ligaspiele und blieb auch nach dem Abstieg in die zweitklassige Fußball-Regionalliga Süd in Nürnberg.
Mit dem „Club“ gewann er 1970/71 unter Trainer Barthel Thomas zwar überlegen die Meisterschaft in der Regionalliga Süd, scheiterte aber in der Aufstiegsrunde klar gegenüber Fortuna Düsseldorf. Die Fortuna setzte sich in beiden Gruppenspielen gegen Nürnberg durch (2:0, 2:1), wobei vor allem die 0:2-Heimniederlage am 30. Mai 1971 vor 75.000 Zuschauern, negative Auswirkungen hatte. Mit Spielern wie Torhüter Gerhard Welz, Fritz Popp, Ferdinand Wenauer, Ewald Schäffner, Dieter Nüssing, Rudolf Kröner, Heinz Müller, Manfred Drexler, Roland Stegmayer und dem zuverlässigen Vorstopper Theis war die Punkteausbeute mit 7:9 Zählern und der damit verbundene 4. Tabellenplatz in der Aufstiegsrunde, sehr enttäuschend. Als die nachfolgende Saison 1971/72 auch in der Regionalliga Süd völlig mit einem 9. Rang schiefgelaufen war, verabschiedete sich Theis nach insgesamt 101 Regionalligaeinsätzen (6 Tore) aus Nürnberg und nahm das Angebot der gerade in die Bundesliga aufgestiegenen Kickers Offenbach zur Saison 1972/73 an.
Unter Trainer Gyula Lóránt gehörte er mit 32 Ligaeinsätzen (4 Tore) sofort der Stammbesetzung mit Mitspielern wie Fred-Werner Bockholt, Hans Schmidradner, Lothar Skala, Winfried Schäfer, Josef Hickersberger, Egon Schmitt, Sigfried Held, Erwin Kostedde und Manfred Ritschel an. Die Kickers belegten 1972/73 den 7. Rang. In seiner zweiten Offenbacher Runde, 1973/74, übernahm der vorherige Lorant-Assistent Otto Rehhagel ab dem 2. April 1974 die Cheftrainerrolle in Offenbach. In der Saison 1974/75 erreichten Theis und Kollegen den 8. Rang, 1975/76 stieg der OFC aber in die 2. Liga ab. Theis hatte von 1973 bis 1976 für das Team vom Bieberer Berg 100 Bundesligaspiele absolviert und 12 Tore erzielt. Er blieb noch die erste Runde bei Offenbach in der 2. Bundesliga, entwickelte sich mit elf Toren fast zu einem Torjäger und beendete nach 36 Ligaspielen in der Zweitklassigkeit, auf dem 3. Rang angekommen, seine Zeit in Hessen und folgte dem Ruf von Rehhagel und unterschrieb zur Saison 1977/78 einen Vertrag bei Borussia Dortmund und spielte somit wieder in der Bundesliga.
Beim BVB debütierte der zweikampfstarke Abwehrspezialist am 27. August 1977, einer 0:2-Heimniederlage gegen Eintracht Frankfurt, in der Bundesliga. Neben Mitspielern wie Horst Bertram, Lothar Huber, Manfred Burgsmüller, Miroslav Votava, Erwin Kostedde, Sigfried Held und Willi Lippens absolvierte er 1977/78 32 Ligaspiele (4 Tore) und erreichte mit Dortmund den 11. Rang. Theis gehörte auch jener Elf an, welche die zweifelhafte Ehre hatte, die höchste Niederlage in der Bundesliga zu kassieren (0:12 gegen Borussia Mönchengladbach am 29. April 1978). Sein größter Erfolg mit der Borussia war ein 6. Platz in der Saison 1979/80; im Sommer 1980 folgte er wiederum Otto Rehhagel zu Fortuna Düsseldorf, wo er nach weiteren vier Jahren mit 105 Ligaeinsätzen (10 Tore) für die Fortuna, seine Bundesligakarriere beendete.
Seine von den Gegenspielern gefürchtete Härte als Verteidiger brachte ihm auch den Beinamen „Westerwälder Eisenfuß“ ein. In Dietrich Schulze-Marmelings BVB-Geschichte ist notiert, „dass Theis damals zu den besten Manndeckern im deutschen Profifußball gezählt hatte und auch Gerd Müller, der ‚Bomber der Nation‘, an seiner Hartnäckigkeit verzweifelt sei.“
Nach der aktiven Karriere war er mindestens im Jahr 1997 für die Traditionsmannschaft Borussia Dortmunds aktiv. Amand Theis lebt heute in Dortmund und arbeitet in der Verkaufsleitung eines Glaskeramikbetriebes.
Der Fußballspieler Luca Kilian ist sein Enkel.